# Mathias Numsen
Mathias Numsen (* 18. März 1646; † 17. April 1731) war ein dänischer Generalmajor und Geheimrat.

## Leben

### Herkunft und Familie
Numsen entstammte wahrscheinlich einer jütländischen Familie, eventuell aus Husum. Seine Eltern waren der Materialverwalter in den Holmen Hans Numsen (1613–1652) und Inger Margrethe Vibe (1622–1648), Tochter des Bischofs von Lund Mads Jensen Medelfar (1579–1637).
Er selbst vermählte sich mit Marie Worm, Tochter von Ole Worm (1588–1654). Die beiden Generale Michael von Numsen (1686–1757) und Christian Wilhelm von Numsen (1687–1756) waren Söhne aus dieser Ehe.

### Werdegang
Numsen wurde 16-jährig Soldat und war 1670 Kornett im Seeland-Regiment. Während des Schonenkrieges avancierte er schnell in hörere Dienstgrade, war 1676 Leutnant, 1677 Rittmeister und Generaladjutant sowie 1678 Oberstleutnant. Er wurde dann im Jahr 1685 zum Oberst und Regimentschef des 2. Seeland-Reiterregiments befördert. Numsen hat am 24. Mai 1688 im Zuge seiner Nobilitierung auch einen Wappenbrief erhalten. Von 1701 bis 1703 stand er mit seinem Kontingent in den Niederlanden. Hiernach wechselte er auf Grund eingeschränkter Feldverwendungsfähigkeit in den Verwaltungsdienst und wurde 1710 Generalkriegskommissar. 1711 hat er den Titel eines Generalmajors erhalten und wurde 1717 in den Dannebrogorden aufgenommen. Von 1720 bis 1730 war er als Nachfolger oder Vertreter von Jobst Scholten Leiter der Militärakademie. Bereits 1726 wurde er Geheimrat.